# Доусон (округ, Небраска)
Шаблон:StateAbbr_ 40°52′ пн. ш. 99°49′ зх. д. / 40.87° пн. ш. 99.81° зх. д.
Округ Доусон (англ. Dawson County) — округ (графство) у штаті Небраска, США. Ідентифікатор округу 31047.

## Історія
Округ утворений 1860 року.

## Демографія
За даними перепису
2000 року
загальне населення округу становило 24365 осіб, зокрема міського населення було 17794, а сільського — 6571.
Серед мешканців округу чоловіків було 12286, а жінок — 12079. В окрузі було 8824 домогосподарства, 6275 родин, які мешкали в 9805 будинках.
Середній розмір родини становив 3,21.
Віковий розподіл населення поданий у таблиці:
| Стать    | До 15 років | 15-21 | 22-29 | 30-39 | 40-49 | 50-65 | 65-85 | Понад 85 |
| -------- | ----------- | ----- | ----- | ----- | ----- | ----- | ----- | -------- |
| Чоловіки | 3041        | 1257  | 1236  | 1825  | 1773  | 1728  | 1257  | 169      |
| Жінки    | 2931        | 1106  | 1187  | 1556  | 1617  | 1665  | 1673  | 344      |

## Суміжні округи
- Кастер — північ
- Баффало — схід
- Фелпс — південний схід
- Госпер — південь
- Фронтьєр — південний захід
- Лінкольн — захід